# Бюллетень В
Бюллетень В — самиздатский правозащитный информационный бюллетень, выпускавшийся в Москве в 1980-1983 годах.
Этот бюллетень печатался в нескольких экземплярах, которые передавались за рубеж для использования  Хроникой текущих событий и Вестями из СССР. Также материалы бюллетеня использовались Московской Хельсинкской группой. Буква «В» в названии у большинства читателей ассоциировалась со словом «вести».
После эмиграции в 1982 году одного из главных создателей бюллетеня Владимира Тольца и арестов его сподвижников Ивана Ковалёва (сына Сергея Ковалёва) и Алексея Смирнова, редактором издания стал Сергей Григорьянц. В выпуске бюллетеня также принимали участие К. Попов, Ф. Кизелов, Л. Туманова, В. Сендеров, Е. Санникова, Т. Трусова, Е. Кулинская. 
В мае 1983 года, в выпуске № 105, редакция бюллетеня заявила о прекращении издания — КГБ добился этого, угрожая арестовать лиц, подозреваемых в близости к редакции.  
С весны 1984 года как продолжение «Бюллетеня В» начался выпуск бюллетеня «+», имеющего порядковые номера +1, +2 и т. д. В его изготовлении обвинили К. Попова, в его издании также участвовали А. Лащивер, О. Корзинина и Е. Кулинская. Он выходил до лета 1986 года.